# Jour J (émission de télévision)
Pour les articles homonymes, voir Jour J (homonymie).
Jour J est un magazine télévisé diffusée de septembre 2005 à juin 2007 à 17h sur M6. L'émission, présentée par Laurent Boyer propose quotidiennement de revivre les journées clés qui ont marqué la vie d'une personnalité, d'une nation ou du monde. Par exemple « Le jour où Gainsbourg est devenu Gainsbarre », « Le jour où la France a gagné la coupe du monde », « Le jour où le débarquement a failli échouer ». Elle est composée de reportages de cinq à six minutes chacun alternant témoignages, archives, interviews et reconstitutions.